# کلاهبرداران توکیو
کلاهبرداران توکیو (ژاپنی: 地面師たち هپبورن: Jimenshitachi) یک مجموعه تلویزیونی ژاپنی به نویسندگی و کارگردانی هیتوشی اُنه است. این مجموعه توسط نیککاتسو کورپوریشن و بوستر پراجکت ساخته شده است و در آن گو آیانو و اتسوشی تویوکاوا ایفای نقش کردند. این مجموعه در ۵ ژوئیه ۲۰۲۴ در نتفلیکس منتشر شد.